# Warcraft II: Tides of Darkness
Warcraft II: Tides of Darkness är ett realtidsstrategi-datorspel i Warcraft-universumet, utvecklat av Blizzard Entertainment som utspelar sig i samma påhittade universum som föregångaren Warcraft: Orcs and Humans. Spelet släpptes år 1995. Uppföljaren, Warcraft III: Reign of Chaos, släpptes 2002.

## Handling
Människorna på kontinenten Azeroth förlorade kriget mot orcherna, och tvingas under ledning av regentlorden Lothar fly över land och hav till det nordliga landet Lordaeron. Lordaerons kung Terenas uppmanas av Lothar till att möta hotet från orchernas här, vilket han också gör genom att samla alla Lordaerons riken till krig mot orcherna.

## Systemkrav och kompatibilitet
Warcraft II: Tides of Darkness krävde när spelet lanserades 1995 en IBM PC-kompatibel dator med en Intel 486-processor, 8 megabyte arbetsminne, en mus eller ett pekdon, en cd-spelare samt MS-DOS eller Windows för att köras. Spelet hade stöd för Super VGA och de vanligaste ljudkorten.

## Påverkan
Realtidsstrategigenren hade redan präglats av tidigare speltitlar såsom Warcraft: Orcs and Humans och Dune 2. Warcraft II: Tides of Darkness vidareutvecklade istället idéerna som föregångaren hade myntat och förenklade gränssnittet, vilket möjliggjorde mer avancerade och specialinriktade enheter och uppdrag. De flesta spel i genren idag har drag i ett gränssnitt som går att härleda till Warcraft II: Tides of Darkness.
Spelet blev inte bara stilbildande utan extremt populärt inom multiplayer för enkelheten att spela i nätverk, både lokalt och över internet via IPX och Kali. Internetspel var något som spelets största dåtida konkurrent, Westwood Studios Command & Conquer saknade helt och därmed lades grunden för Blizzards framtida internetspelsframgångar med spelportalen Battle.net.

## Beyond the Dark Portal
Warcraft II: Beyond the Dark Portal är ett expansionspaket (påbyggnad) för datorspelet Warcraft II: Tides of Darkness, utvecklat och distribuerat av Blizzard Entertainment år 1996. Spelet tillförde 24 nya uppdrag i två nya kampanjer samt 50 kartor för frispel.
Handling

Efter ett långt och utdraget krig i människornas värld förstör Lordaerons arméer portalen som förde orcherna till Azeroth. Den fysiska portalen kollapsade, men öppningen till orchernas värld i Draenor blev kvar. Människorna bestämmer sig då för att tåga i korståg in i den röda världen Draenor och förgöra orcherna en gång för alla.

## Battle.net Edition
Warcraft II hade problem att köras på Windows NT-operativsystem och därför utvecklades 1999 en portning av spelet, Battle.net Edition, gjord för att hantera problemen och göra bättre support för multiplayer-spel. Battle.net Edition inkluderade expansionspaketet Beyond the Dark Portal.